# Avricourt (Oise)
Avricourt è un comune francese di 266 abitanti situato nel dipartimento dell'Oise della regione dell'Alta Francia.

## Società

### Evoluzione demografica
Abitanti censiti